# Pitaja
Pitaja ili pitahaja (španjolski: pitaya, pitahaya) voće je nekoliko vrsta kaktusa autohtonih u regiji južnog Meksika i duž pacifičke obale Gvatemale, Kostarike i El Salvadora. Pitaja se također uzgaja u istočnoj, južnoj i jugoistočnoj Aziji, SAD-u, Karibima, Australiji, Brazilu i diljem tropskih i suptropskih regija svijeta.
Naziv »pitaja« obično se odnosi na voće iz roda Stenocereus, dok se naziv »pitahaja« ili »zmajevo voće« odnosi na voće iz roda Selenicereus (prethodno zvan Hylocereus), oba u obitelji kaktusa (Cactaceae). Najuobičajeniji naziv, »zmajevo voće«, nadahnuto je kožastom korom i ljuskavim šiljcima na vanjštini ploda. Ovisno o vrsti, plodovi pitaje mogu biti slatkog ili kiselog okusa, a iznutra može biti crvene, bijele ili žute boje.

## Narodna imena
Ovo je voće u svijetu na engleskom poznato kao »zmajevo voće« (dragon fruit), a taj se naziv, nastao prema vanjštini ploda, koristi od 1963. godine. Voće se često naziva i »Vijetnamsko zmajevo voće« jer je Vijetnam najveći izvoznik. Neki ga izvori nazivaju i »jagoda-kruška« (engleski: strawberry pear).

Nazivi pitahaya i pitaya potječu iz Meksika, a naziv pitaya roja iz Srednje Amerike te sjevera Južne Amerike.

## Sorte

### Stenocereus
Voće Stenocereusa (kisele pitaje) obično se jede u sušnim dijelovima Amerika. Voće je kiselije i osvježavajuće, ima sočnije meso i jači okus.
Kisela pitaja ili pitaya agria (S. gummosus) bila je važan izvor hrane za autohtone narode Amerike u pustinji Sonora. Narod Seri iz sjeverozapadnog Meksika do dan danas bere voće, a biljku nazivaju ziix is ccapxl (»stvar čiji je plod kiseo«).
Plod srodnih vrsta, kao što su S. queretaroensis i pitaya de mayo (S. griseus):223–225 također su važne lokalne namirnice. Plod kaktusa S. thurberi, kojeg narod Seri naziva ool, naziva se pitaya dulce (»slatka pitaja«).

### Zmajevo voće iliSelenicereus
Slatke pitaje dolaze u tri vrste, sve s kožastom, blago lisnatom korom::215–216
- Selenicereus undatus (Pitaya blanca ili pitaja s bijelim mesom, također poznata kao Hylocereus undatus) ima plod ružičaste kore s bijelim mesom. Ovo je najčešće viđeno »zmajevo voće«.
- Selenicereus costaricensis (Pitaya roja ili pitaja s crvenim mesom, također poznata kao Hylocereus costaricensis, a ponegdje netočno identificirana kao Hylocereus polyrhizus) ima plod crvene kore s crvenim mesom.
- Selenicereus megalanthus (Pitaya amarilla ili žuta pitaja, također poznata kao Hylocereus megalanthus) ima plod žute kore s bijelim mesom.

Plod inače teži od 150 do 600 grama, a neki mogu doseći 1 kg. U početcima uvoza iz Kolumbije u Australiju, plodovi su se označavali kao Hylocereus ocampensis (ili Cereus repandus, crveni plod) i Cereus triangularis (prema trostranom presjeku stabljike, navodno žuti plod).

## Uzgoj
Nakon temeljitog čišćenja sjemenki iz mesa ploda, osušene sjemenke mogu se sačuvati. Idealno voće je čisto i prezrelo.
Komercijalne sadnje mogu se obaviti u velikoj gustoći, između 1100 i 1350 biljaka po hektaru. Biljkama treba do 60 mjeseci (260 tjedana) da budu optimalne za komercijalnu proizvodnju, kada se mogu očekivati prinosi od 20 do 30 metričkih tona.
Pitaja cvjeta preko noći i obično uvene do večeri. Za oplodnju se oslanjaju na noćne oprašivače kao što su šišmiši ili moljci. Samooplodnja neće proizvesti plod kod nekih vrsta. Iako je križanjem stvoreno nekoliko »samooplodnih« sorti, unakrsno oprašivanje s drugom, genetski različitom biljkom iste vrste obično povećava broj i kvalitetu plodova. To ograničava mogućnost domaćih uzgajivača da proizvode voće. Međutim, biljke mogu cvjetati između tri i šest puta godišnje, ovisno o uvjetima uzgoja. Poput drugih kaktusa, ako se odlomi zdravi komad stabljike, može se ukorijeniti u tlu i postati samostalna biljka.
Biljke mogu podnijeti temperature do 40 °C i kratka razdoblja mraza, ali neće preživjeti dugo izlaganje niskim temperaturama. Kaktusi najviše uspijevaju u zonama otpornosti 10 – 11, ali mogu preživjeti na otvorenom u zonama 9a ili 9b.
Selenicereus se prilagodio životu u suhoj tropskoj klimi s umjerenom količinom kiše. U brojnim se regijama proširio van uzgoja i postao korov, a u nekim je zemljama klasificiran i kao invazivni korov.

### Štetočine i bolesti
Stabljike i plodovi su osjetljivi na nekoliko bolesti uzrokovanih gljivicama, bakterijama, oblićem i virusom. Pretjerano zalijevanje ili pretjerana kiša mogu uzrokovati opadanje cvjetova i trulež plodova. Bakterija Xanthomonas campestris uzrokuje trulež stabljika. Gljive Dothiorella mogu uzrokovati smeđe mrlje na plodu. Druge gljive koje zaražuju pitaju uključuju Botryosphaeria dothidea, Colletotrichum gloeosporioides i Bipolaris cactivora.

## Galerija
- »Drvo« pitaje
- Plantaža na otoku Naozhou
- Noćni cvat
- Žuti S. megalanthus
- Crveni  S. costaricensis
- Jus buah naga, sok od ljubičaste pitaje, Indonezija
- Crveno, žuto i bijelo voće
- Haljina za narodni ples naziva Flor de Pitahaya (»Cvijet pitahaje«) iz Baja Californije izložena u Museo de Arte Popular u Meksiku

## Vanjske poveznice
|  | Zajednički poslužitelj ima još gradiva o temi Pitaja |